# Mondial Loto-Québec de Laval

Ancien logo

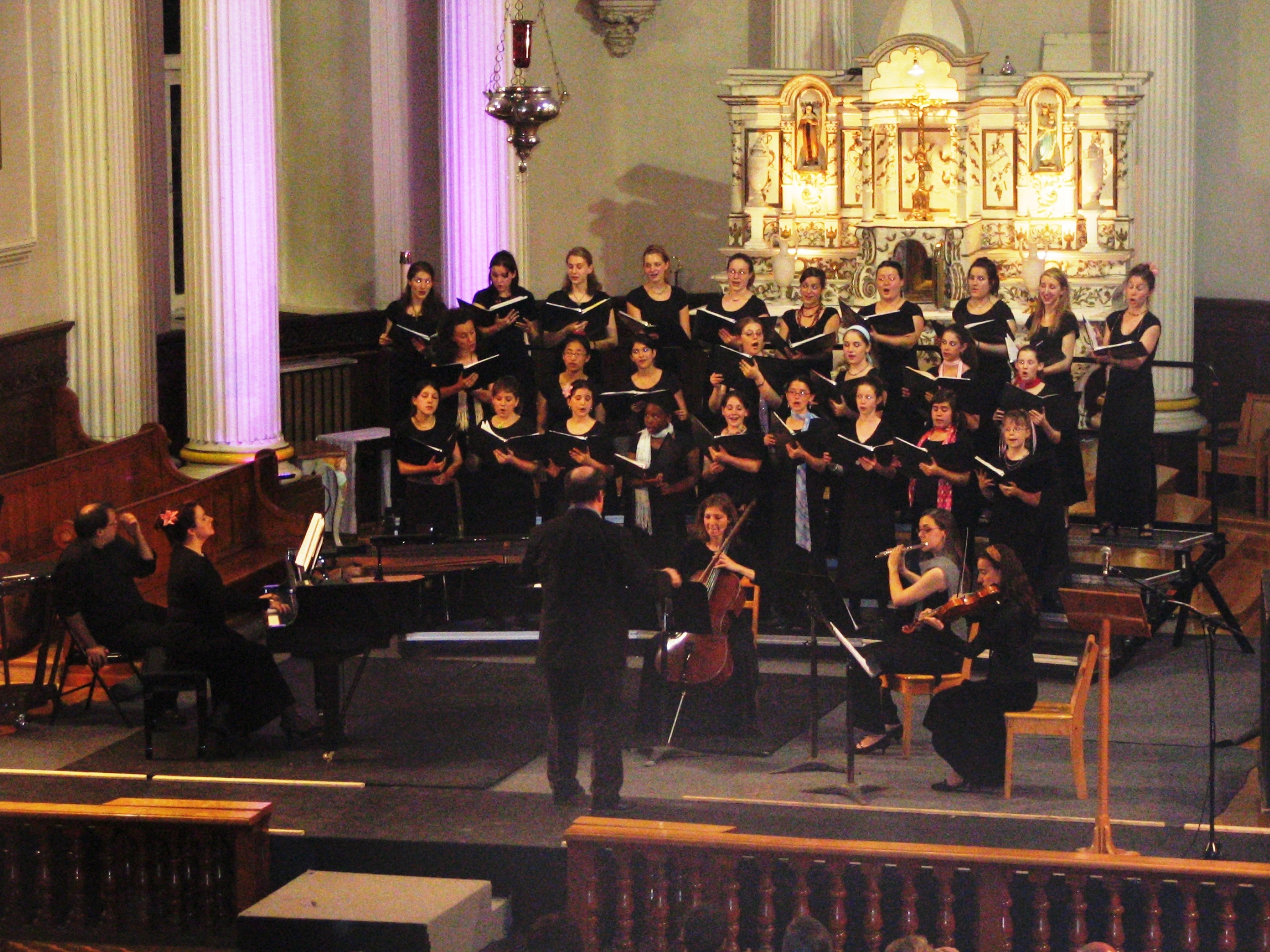
Concert classique

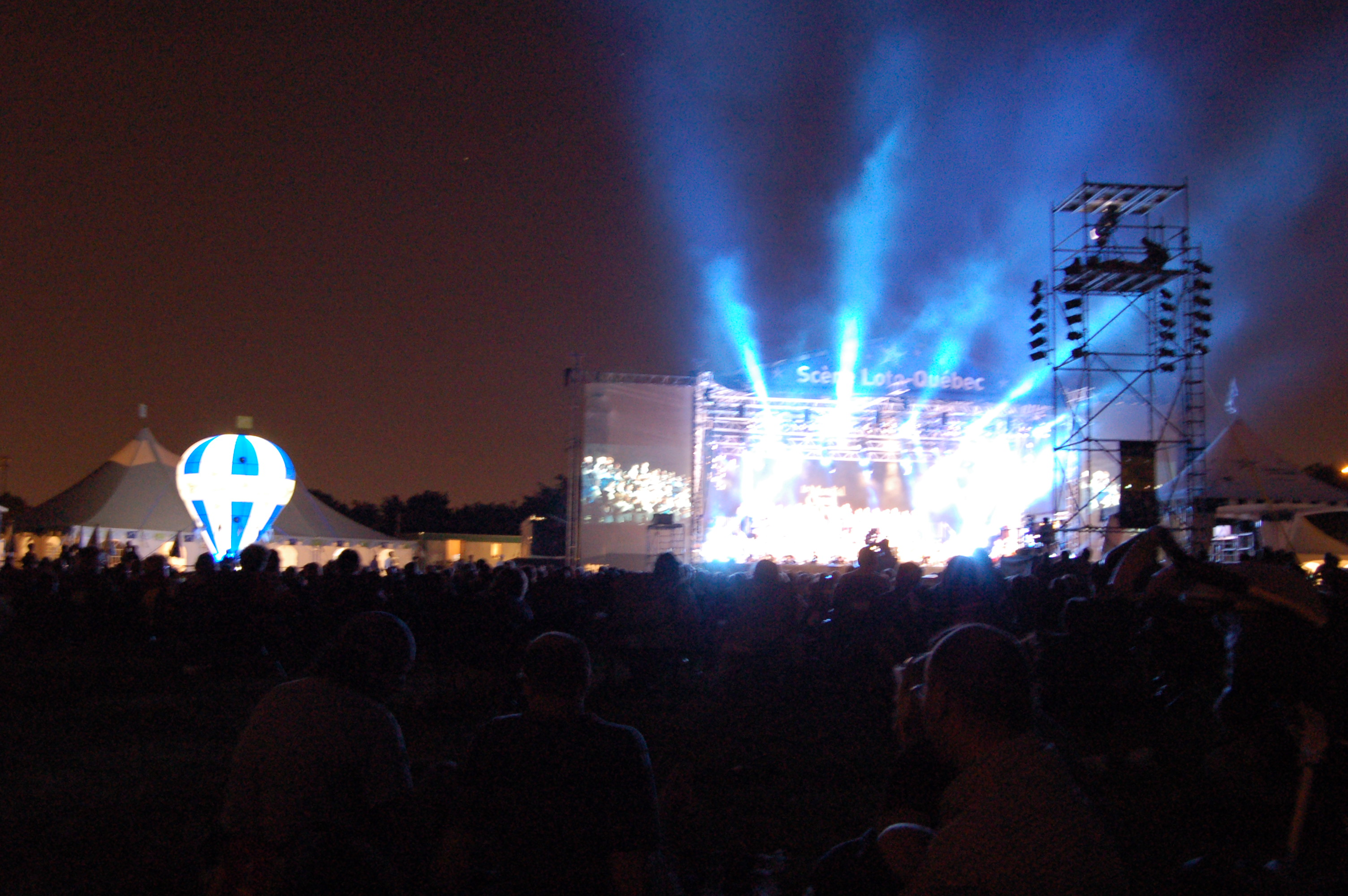
Concert d'envergure en plein air

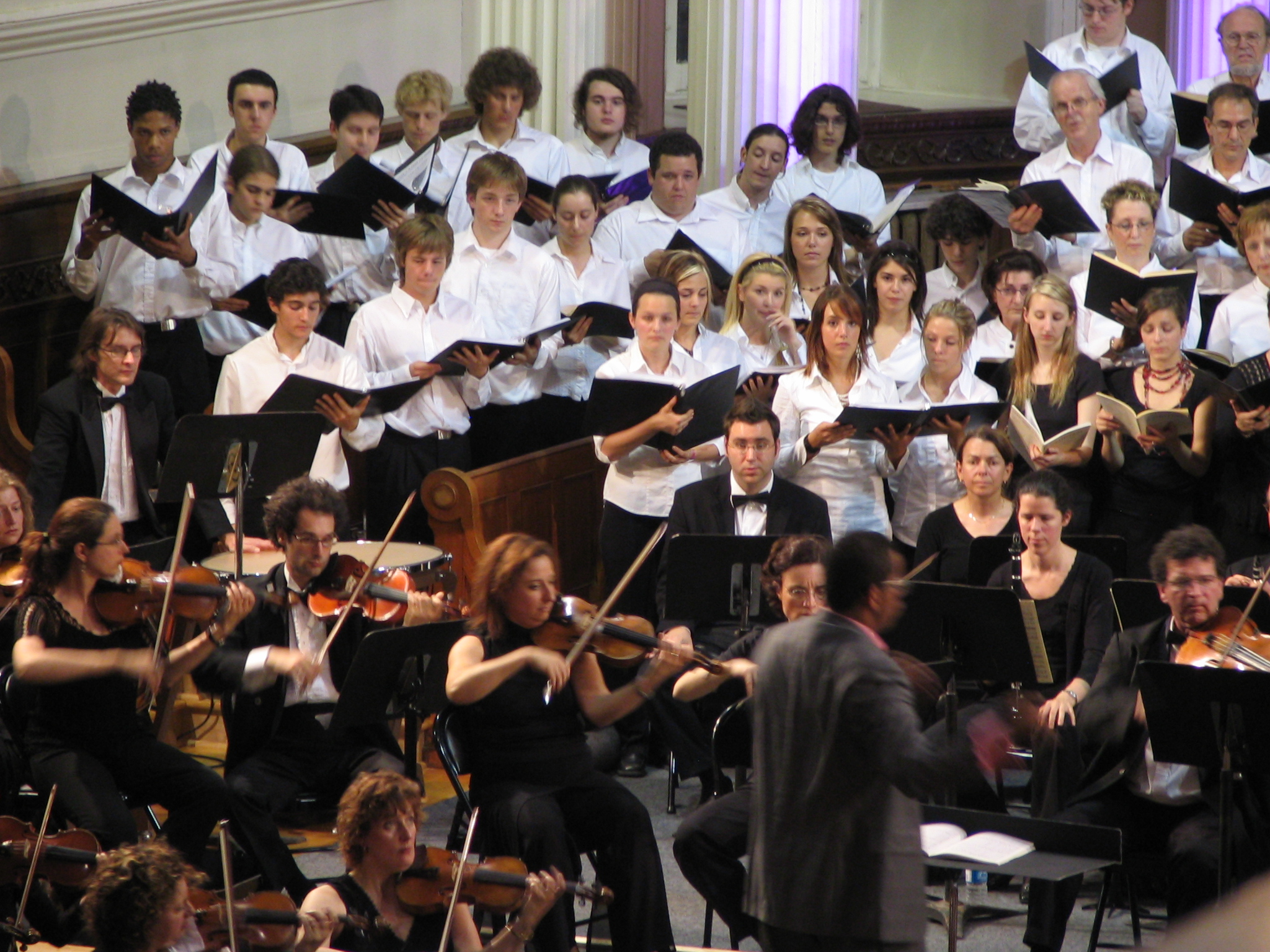
Concert orchestral

Le Mondial Loto-Québec de Laval (appelé jusqu'en 2012 le Mondial choral Loto-Québec) fondé en 2005 par Gregory Charles, est un festival de chant choral qui s'est déroulé annuellement à Laval au Québec (Canada) jusqu'en 2014. Il était le plus important rassemblement de chœurs en Amérique[réf. nécessaire]. À partir de 2012 se sont ajoutés de grands spectacles rock grâce à son partenariat avec Evenko. 

## Description
Les activités du Mondial choral étaient de plusieurs formes. Des centaines de concerts dans différents lieux de la ville de Laval étaient offerts. Le Mondial avait aussi une mission d'éducation en offrant des ateliers pour tous et un camp musical pour les jeunes choristes. Tout au long du festival, des spectacles gratuits donnés par des chœurs de plusieurs pays étaient offerts dans les églises et salles de spectacle de Laval.
En collaboration avec Radio-Canada qui organisait un concours national de chorales amateures, le Mondial choral organisait une fin de semaine gala pour tous les gagnants de cette compétition. De plus, tous les deux ans, un concours mondial de chant choral mettait en compétition des chœurs de plusieurs pays dans différentes catégories.
Des spectacles en plein air étaient offerts gratuitement au Centre de la nature ou au centre-ville de Laval, accompagnés de projections d'images, de feux d'artifice et d'artistes de la musique populaire québécoise. Des spectacles payants étaient aussi offerts en salle par des artistes locaux ou internationaux.
Des centaines de bénévoles donnaient leur appui au festival en accueillant les choristes étrangers chez eux et en s'assurent du bon fonctionnement des événements et des concerts.

## Historique
À sa première édition en 2005, le Mondial choral a accueilli 500 000 spectateurs, 12 000 choristes dans 300 prestations.[réf. nécessaire]

## Sites utilisés
Les sites suivants ont été utilisés pour les activités du festival.
Extérieur
- Centre de la nature
- Centre-ville de Laval
- Centropolis

Salles de spectacle
- Salle André-Mathieu
- Maison des arts
- Théâtre Marcellin-Champagnat

Églises
- Chapelle de la Société des Pères des Missions-Étrangères
- Chapelle des Sœurs Missionnaires de l’Immaculée-Conception
- Chapelle du Mont-de-Lasalle
- Église Saint-Elzéar
- Église Saint-François-de-Sales
- Église Saint-Maxime
- Église Sainte-Dorothée
- Église Sainte-Rose

## Prix et distinctions
L'organisation a remporté l'or pour les Prix du tourisme québécois 2007,  lauréat régional et lauréat national. Ces prix sont remis par Tourisme Québec et soulignent les efforts et le dynamisme des entreprises qui œuvrent dans le domaine touristique.